# Manuel Tagüeña Lacorte
Manuel Tagüeña Lacorte (Madrid, 1913 - Mèxic, 1971) fou un destacat militar de l'Exèrcit de la República durant la Guerra Civil espanyola.
Llicenciat en Ciències Físiques, s'adscrigué a les Joventuts Comunistes el 1931.
Quan es produí la rebel·lió militar va dirigir un grup de milicians a la Serra de Guadarrama, fins a ser nomenat, en aquest mateix front, l'any 1937, cap de la 3a Divisió.
El març de 1938, durant l'Ofensiva d'Aragó, en trencar-se el front a Terol, va ser traslladat a aquest sector per tal de contenir les tropes italianes, cosa que va aconseguir i que li valgué l'ascens a tinent coronel.
Durant la batalla de l'Ebre, dirigí el XV Cos de l'Exèrcit Popular Republicà sota les ordres de Juan Modesto, responsabilitzant-se amb només 25 anys de tres divisions i essent la seva unitat l'última en retirar-se a l'altre costat de riu el 16 de novembre de 1938 després de la desfeta republicana.
Durant l'ofensiva contra Catalunya, hagué d'internar-se temporalment, amb les seves tropes, a França.
Posteriorment s'exilià a l'URSS, passant la II Guerra Mundial a l'Àsia central. Després de la guerra va anar primer a Iugoslàvia, on assessorà l'exèrcit de Tito, i després a Brno, a Txecoslovàquia, on desenvolupà una labor científica i estudià la carrera de medicina. Després de deixar la política activa i renegar de l'estalinisme, s'exilià definitivament a Mèxic, on va treballar com a assessor mèdic en uns laboratoris.
Escrigué una magnífica autobiografia, Testimonio de dos guerras. També són interessants les memòries de la seva esposa, Carmen Parga, Antes que sea tarde, publicades el 1996.
Llurs filles són ciutadanes mexicanes, dedicades a tasques científiques i docents.